# Squalius microlepis
Squalius microlepis là một loài cá nước ngọt thuộc họ Cyprinidae. Chúng được Heckel phân loại vào năm 1843.
Loài này có ở Bosna và Hercegovina và Croatia. Môi trường sống tự nhiên của chúng là sông ngòi. Chúng hiện đang bị đe dọa vì mất môi trường sống.